# Міст Джуї

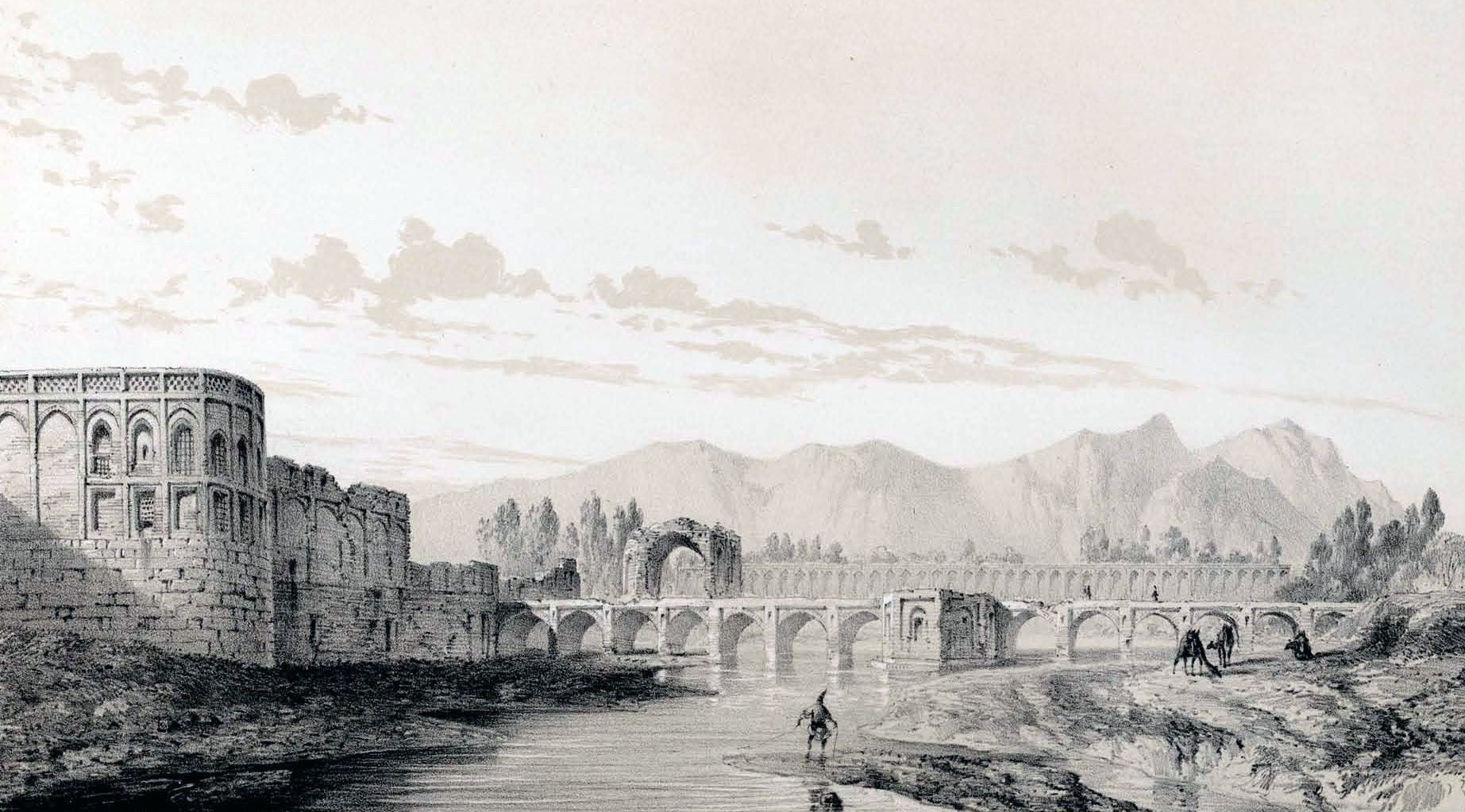

Міст Джуї, мост Чобі (перс. پل جوبی) — міст в Ісфагані, Іран, побудований в 1665, в епоху Сефевідів.
Міст Джуї розташований між мостами Хаджу та Фірдоусі. Він має 147 м завдовжки та 4 м завширшки з 21 аркою. Було побудовано за правління шаха Аббаса II для зрошення та сполучення шахських садів по обидва боки річки.
Міст та два салони всередині були виключно для користування шахом та його придворними.
Нині салони використовуються як чайхана.